# Randy Fitzsimmons
Randy Fitzsimmons är enligt medlemmarna i rockbandet The Hives bandets grundare och låtskrivare. Fitzsimmons ska enligt bandet ha bildat The Hives genom att skicka brev med en tid och en plats till de övriga blivande medlemmarna. Han anges också som låtskrivare på bandets alla album.
Musiktidningen NME skrev i en artikel 2002 att Randy Fitzsimmons är en hos STIM registrerad pseudonym. Enligt en källa till tidningen gick alla utbetalningar från STIM för pseudonymen till bandets gitarrist Nicholaus Arson. NME drog utifrån detta slutsatsen att Fitzsimmons och Arson är samma person, något som dock förnekats av bandet. I samband med en rättstvist 2014 framkom att bandet den 25 maj 2013 enats om ett avtal som gick ut på att Niklas Almquist personligen skulle få STIM-pengarna.
Fitzsimmons har aldrig framträtt offentligt, men hans existens har ofta antytts av bandet. Bland annat påstås han synas bakifrån i videon "Main Offender".
The Hives senaste album heter ”The Death of Randy Fitzsimmons”. Detta albumet släpptes i samband med The Hives comeback, efter att inte ha släppt någon musik på 11 år.